# Walking Tall: The Payback
Pisando fuerte 2 es una película de Tripp Reed editada en 2007 y protagonizada por Kevin Sorbo, Wette Nipar y A. J. Buckley.

## Trama
Nick vuelve a su ciudad natal cuando su padre, el sheriff de la localidad, muere en un misterioso accidente de tráfico. Pronto descubre que la plácida comunidad donde creció ha sido tomada por una violenta banda de matones, que intimidan a la gente para que les vendan sus negocios. Con la ayuda de un agente del FBI y de algunos viejos amigos, Nick se convierte en el nuevo sheriff y hará todo lo que esté en su mano para acabar con la banda y con su despiadado líder, a fin de recuperar su ciudad.
- Datos: Q2542479